# Transport kolejowy w Rzeszowie

Schemat węzła, na czerwono zaznaczony Dworzec Główny

Rzeszów jest największym węzłem kolejowym w województwie podkarpackim i jednym z najważniejszych w południowo-wschodniej Polsce.

## Stacje i przystanki kolejowe
Rzeszowski węzeł kolejowy składa się z 2 stacji:
- Rzeszów Główny
- Rzeszów Staroniwa

oraz 11 przystanków:
- Rzeszów Baranówka
- Rzeszów Centrum
- Rzeszów Dworzysko
- Rzeszów Miłocin
- Rzeszów Osiedle
- Rzeszów Pobitno
- Rzeszów Politechnika
- Rzeszów Staromieście
- Rzeszów Zachodni
- Rzeszów Załęże
- Rzeszów Zwięczyca

## Linie kolejowe
Przez węzeł przebiegają 4 linie kolejowe:
| Linie kolejowe wchodzące w skład rzeszowskiego węzła kolejowego | Linie kolejowe wchodzące w skład rzeszowskiego węzła kolejowego | Linie kolejowe wchodzące w skład rzeszowskiego węzła kolejowego | Linie kolejowe wchodzące w skład rzeszowskiego węzła kolejowego | Linie kolejowe wchodzące w skład rzeszowskiego węzła kolejowego |
| --------------------------------------------------------------- | --------------------------------------------------------------- | --------------------------------------------------------------- | --------------------------------------------------------------- | --------------------------------------------------------------- |
| nr linii                                                        | z – do                                                          | data otwarcia                                                   | elektryfikacja                                                  | ruch pasażerski                                                 |
| 71                                                              | Ocice – Rzeszów Główny                                          | 22 lipca 1960                                                   | T                                                               | T                                                               |
| 91                                                              | Kraków Główny – Medyka                                          | 15 listopada 1858                                               | T                                                               | T                                                               |
| 106                                                             | Rzeszów Główny – Jasło                                          | 12 października 1890                                            | N                                                               | T                                                               |
| 611                                                             | Rzeszów Zachodni – Rzeszów Staroniwa                            | nieznana                                                        | T                                                               | N                                                               |

## Historia

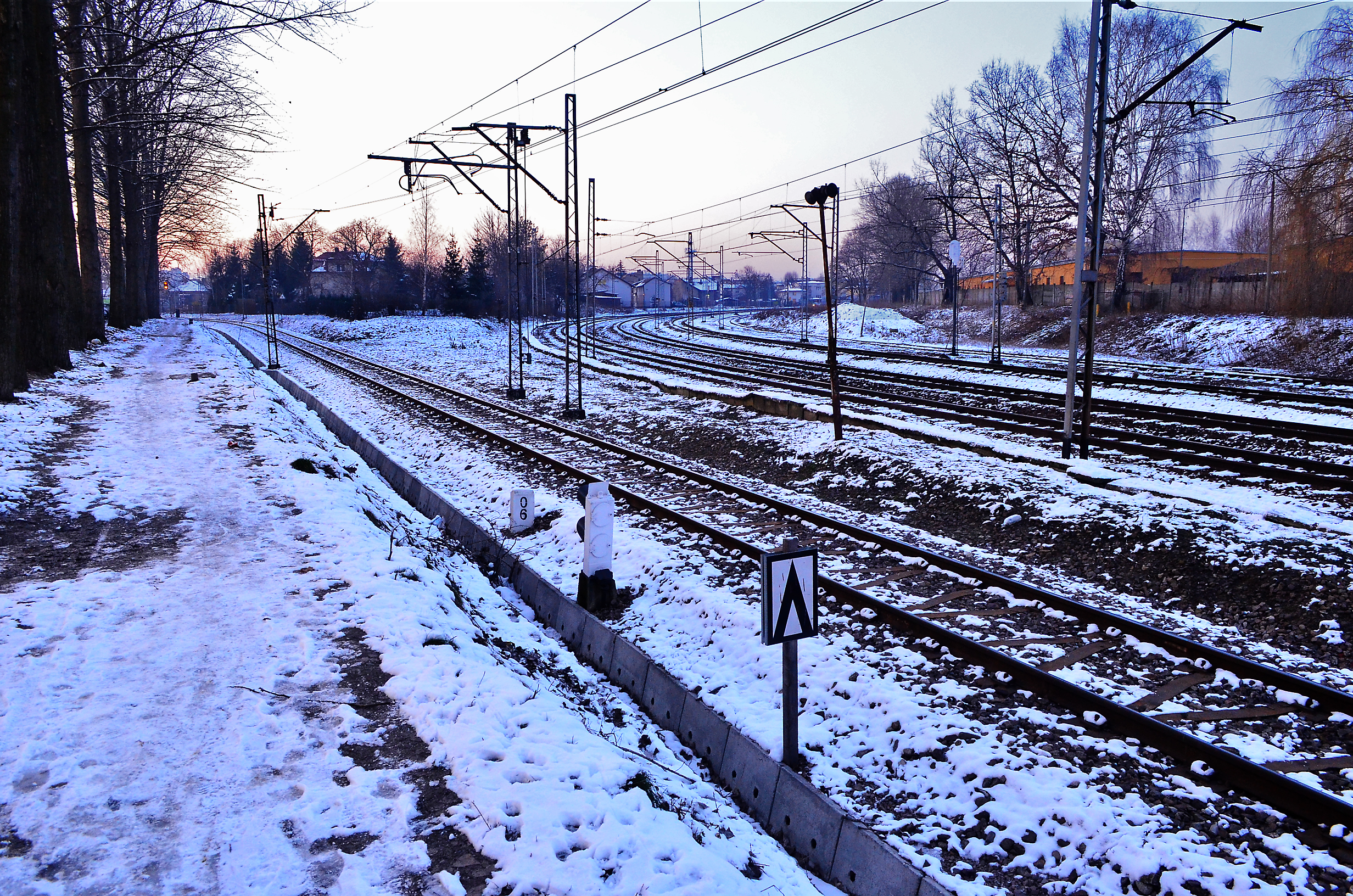
Widok na linie nr 71, 91 i 106

Historia transportu kolejowego w Rzeszowie rozpoczęła się 15 listopada 1858 razem z budową Kolei galicyjskiej im. Karola Ludwika (lata budowy 1856-61) jako części drogi kolejowej łączącej Wiedeń z Krakowem i Lwowem. Wtedy to oddano do użytku Dworzec Główny, który od dnia powstania aż do 1902 roku znajdował się poza granicami administracyjnymi miasta.
12 października 1890 roku nastąpiło otwarcie dworca Rzeszów Staroniwa oraz linii kolejowej Jasło – Rzeszów Główny, wtedy też Rzeszów Staroniwa stał się stacją węzłową.
Następnie stopniowo oddawano do użytku przystanki – Rzeszów Osiedle (1938) oraz Zwięczyca i Załęże, których nazwy zostały zmienione po poszerzeniu granic administracyjnych miasta.
Do 2023 przeprowadzono kompleksową modernizację węzła, z budową linii kolejowej do portu lotniczego Rzeszów-Jasionka i budową przystanku Rzeszów Zachodni.